# Kopp Verlag
El Kopp Verlag e. K. es una editorial y una tienda en línea alemana con sede en Rotemburgo del Néckar . Su propietario es Jochen Kopp. La editorial distribuye libros propios y de publicación externa, además de otros medios sobre temas sociales y políticos. Su oferta incluye libros esotéricos de derecha, pseudocientíficos, sobre teorías de conspiración, así como de extrema derecha y populista. Además se distribuyen productos para el bienestar, equipamiento outdoor y de autodefensa. 

### Editorial
Fue fundada por Jochen Kopp, un expolicía de Stuttgart. Según datos propios envía entre 10 000 y 25 000 libros al día y tiene unos 60 empleados.
Algunas temas tratados en los libros distribuidos son: antiguos astronautas, ufología, la Edad Media como invención, creacionismo, astrología, geomancia y mitología germana, islamismo y el "gender mainstreaming".
Según su opinión propia, la editorial tiene la meta de señalar tanto informaciones, descubrimientos e invenciones supuestamente suprimidas como temas que reciben demasiada atención y, por ende, acaban distrayendo la población de otros aspectos más importantes. También opina que investiga los temas considerados tabú, la corrección política y la censura como aparecen en los medios de comunicación y en la sociedad actual.
Existe además una corta revista propia, Kopp exklusiv.

### Kopp Online
Kopp Online era un portal en línea que publicaba "informaciones que te abren los ojos". Además de artículos propios, hasta 2011 también se publicó una especie de programa de noticias. 
Eva Herman publicó en el portal que desastre del Love Parade posiblemente fuera causado a propósito para finalmente poner fin a los actos vergonzosos que pasaban durante el festival. En 2011, Udo Ulfkotte publicó su hipótesis acerca de la epidemia de ECEH, que suponía la causa en trabajadores del medio oriente que estaban poniendo sus excrementos en contacto con la cosecha para iniciar una especie de jihad contra los consumidores alemanes. Gerhard Wisnewski especuló en Kopp Online sobre la transexualidad deMichelle Obama y supuso una operación de bandera falsa por las agencias secretas estadounidenses como causa de los ataques terroristas en París y Nueva York. 2016 se advirtió sobre llegadas secretas nocturnas de refugiados en aviones reservados para este propósito. El propietario Jochen Kopp dijo que sus autores podían mostrar sus opiniones libremente, que valoraba los pensamientos críticos y que los términos «populista de derecha» o «teoría conspirativa» eran meramente expresiones que se usaban para descreditar a los que discrepan.
En abril de 2017, se cerró la parte editorial de Kopp Online por motivos económicos.

### Productos
Además de libros y otros medios propios, se venden también ciertos productos de otras editoriales que se ajustan a su área temática. Ejemplos son los editores nacionalistas alemanes como Ares, Pour-le-Merite o Grabert-Verlag, el último considerado como el "editor estándar del negacionismo del Holocausto". Por otro lado, se encuentran también medios sin determinada orientación política. Además, Kopp ofrece productos para los aficionados al supervivencialismo, como libros de consejos y equipamiento: aerosol de pimienta, cuchillos, kubotanes, bastones, armas de electrochoque, escudos, chalecos antibalas, máscaras antigás, ropa protectora, mochilas, kits de emergencia, purificadores de agua y alimentos especiales como hardtack. Estos productos se ofrecen junto con libros que advierten sobre la futura desestabilización de Europa y de los sistemas monetarios. Además, hay carteras y bolsas que protegen del robo electrónico. 

### Congresos
En octubre de 2016 la editorial organizó el primer gran "Congreso Kopp" en Leinfelden-Echterdingen. La entrada costaba 150 euros.
No fueron bienvenidos los representantes de la prensa.

## Recepción
En 2010, el periódico Die Welt lo llamó una editorial pequeña, pero segura de sí misma y una empresa especializada en el esoterismo, las teorías conspirativas y la información falsa. Su oferta es variada, según el Schwäbisches Tagblatt, y trata de ovnis, del "curandero" Geerd Hamer y de supuestas revelaciones de los "orígenes comunistas" del movimiento ecologista o de la "islamización" de Occidente".
El Gemeinschaftswerk der Evangelischen Publizistik escribió en 2010 que la lista de autores de la editorial se puede interpretar como un «quién es quién» de la literatura alemana sobre conspiraciones, y que la lista incluye algunos autores con ideas de derechas y esotéricas. Destacaron también los libros de Jan Udo Holey, cuyas obras están llenas de esoterismo derechista.
Según el Frankfurter Allgemeine Zeitung (FAZ), Kopp forma parte de una creciente "industria del miedo". También el Spiegel Online declaró que el modelo de negocios de la editorial se basa en el fomento del miedo y demostró esta afirmación con algunos ejemplos: Albtraum Zuwanderung (La pesadilla de la inmigración) Das Szenario eines Dritten Weltkriegs (El escenario de una tercera guerra mundial), Zwangsenteignung und Bürgerkrieg (Expropiación y guerra civil), etc. Resumió la ideología del Kopp como una voz que se quiere defender de la corrección política de los medios populares con el argumento de que represa supuestas verdades.

### Premios negativos
Obtuvo el premio Goldenes Brett ─tabla dorada, para pseudociencia─ en 2014, el año siguiente ganó el Goldener Aluhut, premio sobre todo para teorías de conspiración.

## Autores publicados
- Bruno Bandulet
- Zbigniew Brzezinski
- Manfred Böckl
- Andreas von Bülow
- Erich von Däniken
- Jürgen Elsässer
- F. William Engdahl
- Erdoğan Ercivan
- Viktor Farkas
- Peter Fiebag
- Guido Grandt
- Michael Grandt
- G. Edward Griffin
- Reinhard Habeck
- Ryke Geerd Hamer
- Günter Hannich
- Wilhelm Hankel
- Michael Hesemann
- Jan Udo Holey
- Heiko Krimmer
- Illobrand von Ludwiger
- Wayne Madsen
- Wilhelm Nölling
- Ron Paul
- Andreas von Rétyi
- Armin Risi
- Klaus Rainer Röhl
- Karl Albrecht Schachtschneider
- Zecharia Sitchin
- Dieter Spethmann
- Axel Stoll
- Joachim Starbatty
- Webster Tarpley
- Udo Ulfkotte
- Gerhard Wisnewski

## Enlaces
- Sitio web de la editorial.